# Spath
Pour les articles ayant des titres homophones, voir Spat et Spathe.
Cet article court présente un sujet plus développé dans : Fluorite et Feldspath.

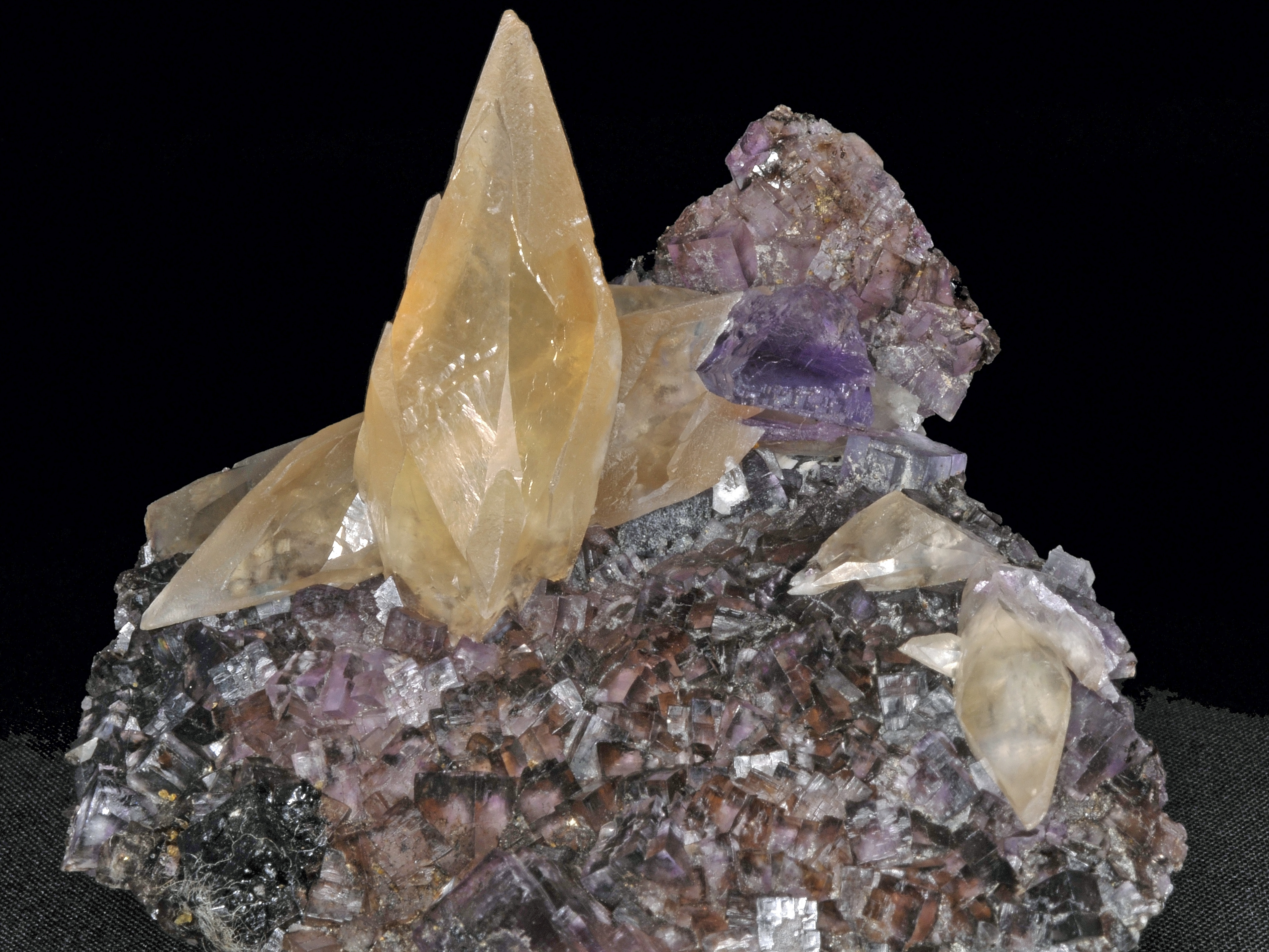
Cristaux de calcite et de fluorine.

Spath est un nom général et en partie tombé en désuétude donné à divers minéraux cristallisés à structure lamellaire et présentant des faces bien nettes, comme la calcite ou la fluorine (« spath fluor »).